# Wolfiporia
Wolfiporia — рід грибів родини Polyporaceae. Назва вперше опублікована 1984 року.

## Класифікація
До роду Wolfiporia відносять 8 видів:
- Wolfiporia cartilaginea
- Wolfiporia castanopsis
- Wolfiporia cocos
- Wolfiporia curvispora
- Wolfiporia dilatohypha
- Wolfiporia extensa
- Wolfiporia pseudococos
- Wolfiporia sulphurea